# 小林駅 (宮崎県)
小林駅（こばやしえき）は、宮崎県小林市細野にある、九州旅客鉄道（JR九州）吉都線の駅である。
小林市の中心駅で、吉都線内の途中駅では唯一の有人駅である。

## 歴史

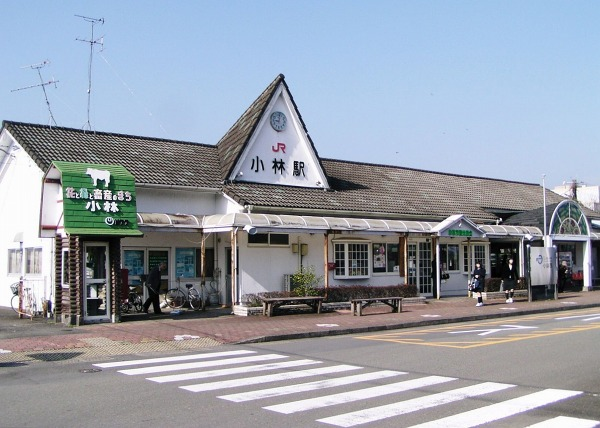
旧駅舎（2005年3月）

- 1912年（大正元年）10月1日：小林町駅（こばやしまちえき）として開業[2]。
- 1913年（大正2年）4月22日：福川林業株式会社[4]が同社工場までの専用線（3.04哩、軌間2 ft）の敷設免許を取得する[5][6]。
- 1951年（昭和26年）3月1日：小林駅に改称[3]。
- 1987年（昭和62年）4月1日：国鉄分割民営化により、九州旅客鉄道に承継[2]。
- 2015年（平成27年）3月15日：新駅舎と南北自由通路の供用を開始[1][7]。
- 2023年（令和5年）10月1日：JR九州サービスサポートによる業務委託を終了し、JR九州本体による直轄駅となる。

## 駅構造

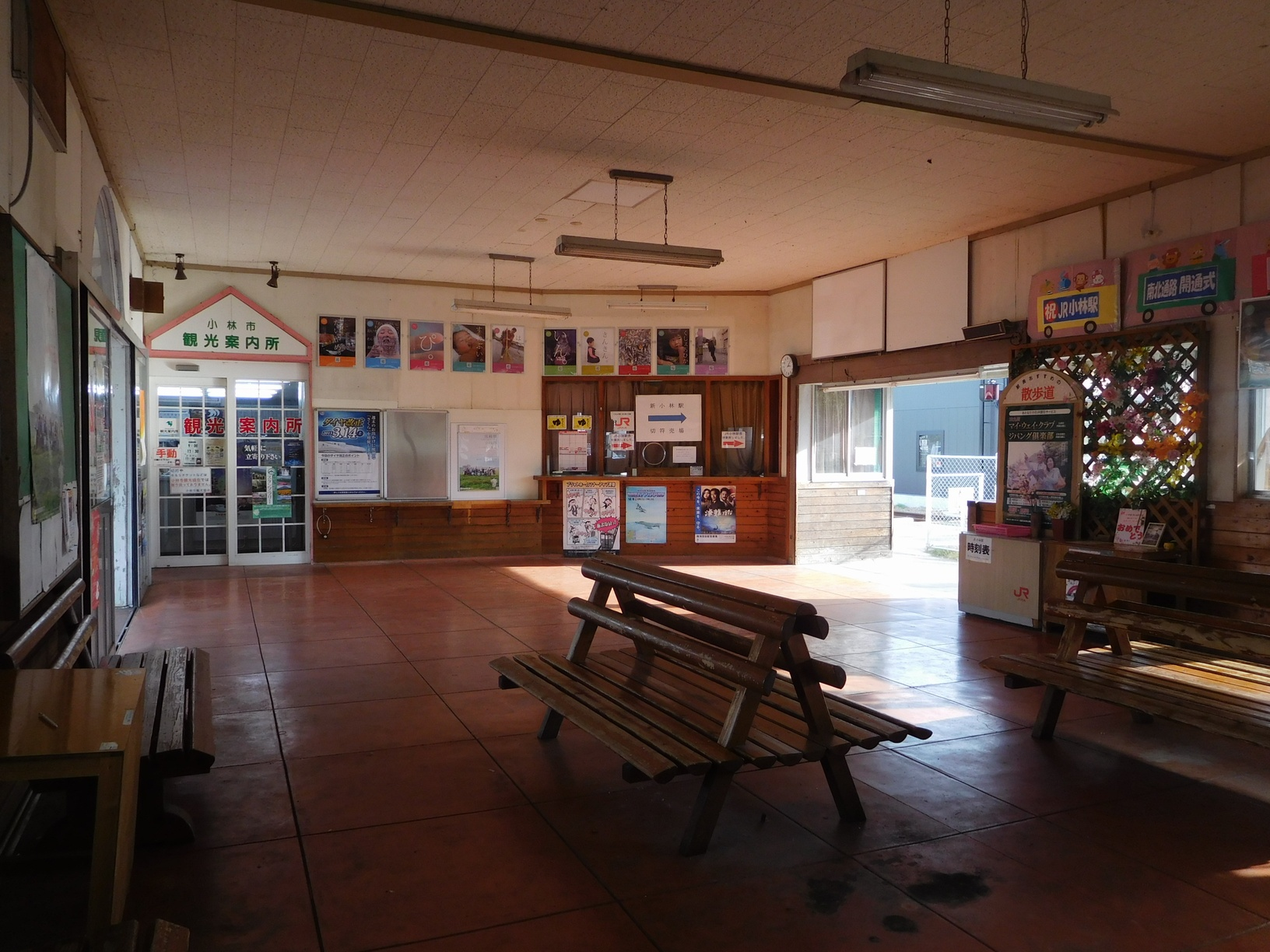
旧駅舎の待合室（2015年11月）

島式ホーム1面2線を有する地上駅。乗り場につけられた番号は北側駅舎側から1番線、2番線の順で、ホームと駅舎は構内踏切で連絡する。JR九州本体の直営駅だが、駅長の配置はなく、駅収受業務係員が業務を行う。きっぷうりばが設置されている。なお、きっぷうりばは平日のみの営業であり、土曜・日曜・祝日は終日休業となる。
2014年度から駅周辺整備事業を進めており、2015年3月15日、駅構内西側に南北に横断する自由通路を設置し、島式ホームの横（1番線と2番線の間）に南側駅舎を新設した。駅の北側にあった木造の旧駅舎はその後解体され、跡地には小林市地域・観光交流センター「KITTO小林」が建設され、2017年7月31日にオープンした。解体された旧駅舎には小林市観光案内所が入っていた。

### のりば
| のりば | 路線    | 方向 | 行先     |
| ------ | ------- | ---- | -------- |
| 1      | ■吉都線 | 下り | 都城方面 |
| 2      | ■吉都線 | 上り | 吉松方面 |

## 利用状況
2023年（令和5年）度の1日平均乗車人員は373人である。
近年の1日平均乗車人員の推移は以下の通り。
| 年度   | 1日平均 乗車人員 |
| ------ | ---------------- |
| 1996年 | 868              |
| 1997年 | 833              |
| 1998年 | 859              |
| 1999年 | 839              |
| 2000年 | 844              |
| 2001年 | 784              |
| 2002年 | 705              |
| 2003年 | 677              |
| 2004年 | 657              |
| 2005年 | 628              |
| 2006年 | 608              |
| 2007年 | 584              |
| 2008年 | 604              |
| 2009年 | 585              |
| 2010年 | 579              |
| 2011年 | 549              |
| 2012年 | 591              |
| 2013年 | 546              |
| 2014年 | 488              |
| 2015年 | 447              |
| 2016年 | 458              |
| 2017年 | 468              |
| 2018年 | 424              |
| 2019年 | 393              |
| 2020年 | 366              |
| 2021年 | 344              |
| 2022年 | 354              |
| 2023年 | 373              |

## 駅周辺

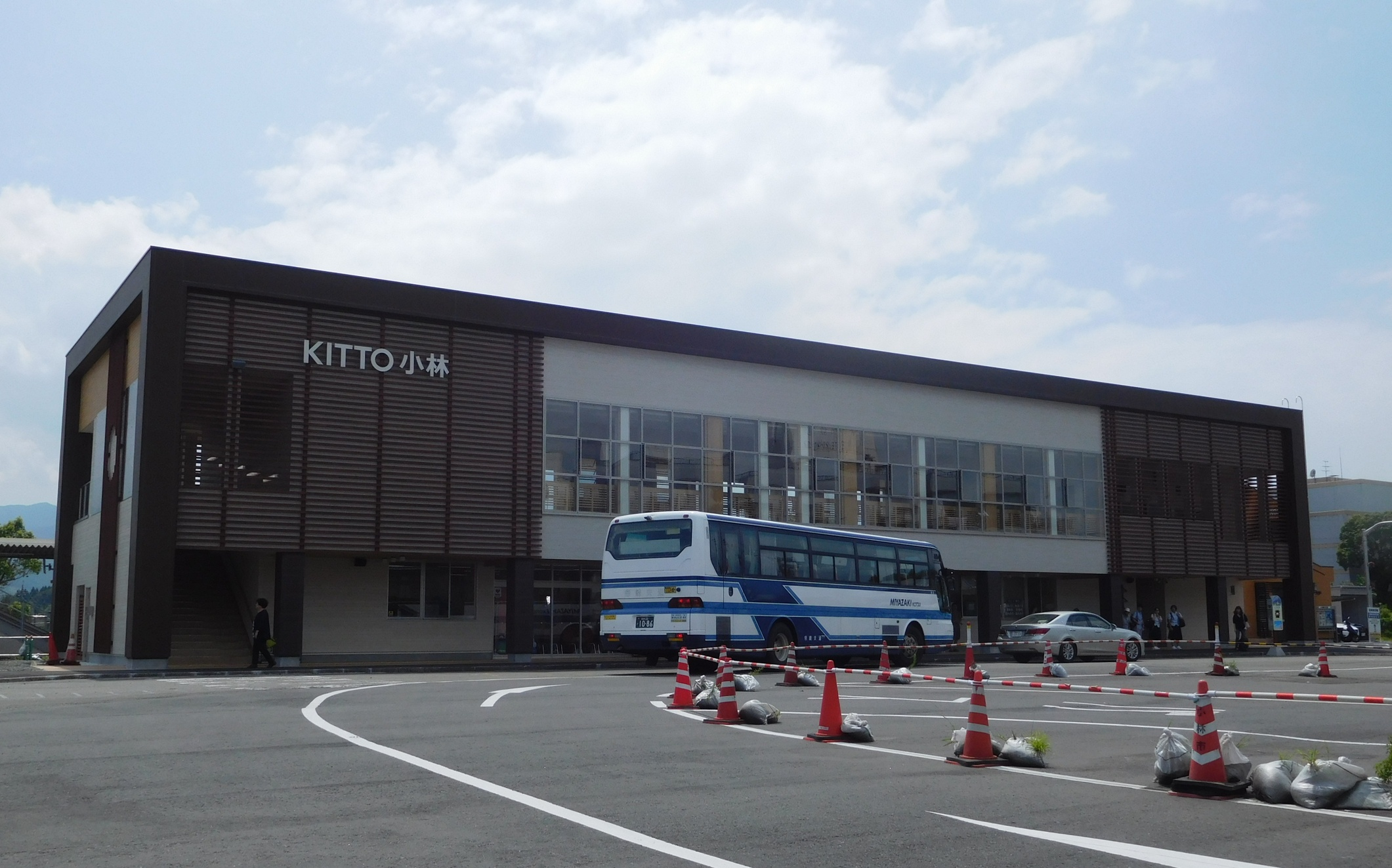
KITTO小林（2017年8月）

- 小林市地域・観光交流センター「KITTO小林」 - 北側の旧駅舎跡。観光案内所・バス発券窓口がある。
- 小林市役所
- 小林郵便局
- 小林上町郵便局
- 小林市立小林小学校
- 小林市立南小学校
- 小林市文化会館
- 小林市市民体育館
- 小林森林管理署
- 小林税務署
- 宮崎県立小林高等学校
- 国道265号
- 国道221号
- 宮崎交通小林営業所 - 旧・小林バスセンター。2017年8月1日よりバスターミナル機能を小林駅に移転。
- 小林営林署小林貯木場 - 駅南側にあった。巣之浦森林鉄道により霧島山から木材が運ばれていた。

## バス路線
宮崎交通の路線バスと小林市コミュニティバスが、駅前の小林駅バス停に乗り入れている。前述の「KITTO小林」がオープンした2017年8月1日以降、宮崎交通の小林市内の路線網の拠点は従来の小林バスセンターから小林駅に改められ、宮崎交通の発券窓口と旅行代理店も「KITTO小林」に移された。
- 1番のりば
  - 生駒高原・えびの高原
  - 小林市コミュニティバス - 市内各地
- 2番のりば
  - 野尻・一里山・高岡・宮崎駅・宮交シティ・宮崎空港（旧JR九州バス宮林線）
  - 高原・高崎・都城駅・西都城駅・イオン都城ショッピングセンター
  - 高原・祓川
  - 飯野・えびの市役所・京町
  - 学園短大・国際大
  - 秀峰高校
  - 小林高校前

## その他
- かつてはJR九州バス（宮林線：小林駅 - 宮崎駅）が運行されていた。
- 東日本旅客鉄道（JR東日本）にある同名の駅と区別するため、乗車券類の券面には(吉)小林と表示される。
- 福川林業は夷守岳北東側斜面の山林を伐採し自社工場で製材するために軌道を敷設した。この活動期間は1913年から1917年頃で終わり、その廃線敷は巣之浦森林鉄道として使用されることとなった。内燃機関車を使用し、1953年頃まで支線の敷設進め、巣之浦線16.8 km、大幡線12.0 kmとなった。運行停止は1965年頃である[21]。
- ダンプ松本は引退前の巡業で宮崎県を訪れた際、当駅で1日駅長を務めた。後日、この時に撮影された写真を使ったオレンジカードがJR九州鹿児島支店から発売された[注釈 1]。

## 隣の駅
九州旅客鉄道（JR九州）
■吉都線
西小林駅 - 小林駅 - 広原駅